# Ultraschall-Durchflussmesser

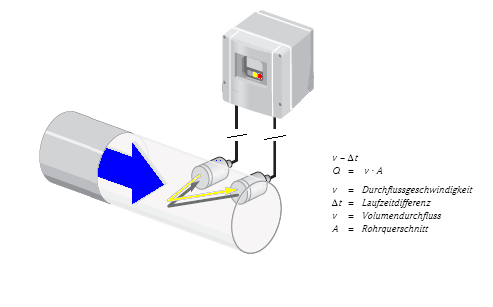
Ultraschall-Durchflussmesser

Ultraschall-Durchflussmesser (USD oder UDM) messen die Geschwindigkeit eines strömenden Mediums (Gas, Flüssigkeit) mit Hilfe akustischer Wellen. Diese Durchflussmesseinrichtung besteht gemäß der grundlegenden DIN-Norm 1319 aus zwei Teilen: dem eigentlichen Messaufnehmer (Ultraschallsensor) sowie einem Auswerte- und Speiseteil (Transmitter oder Messumformer).
Die akustische Durchflussmessung bietet einige Vorzüge gegenüber anderen Messverfahren. Die Messung ist weitgehend unabhängig von den Eigenschaften der verwendeten Medien wie elektrische Leitfähigkeit, Dichte, Temperatur und Viskosität. Das Fehlen bewegter mechanischer Teile verringert den Wartungsaufwand und ein Druckverlust durch Querschnittsverengung entsteht nicht. Ein großer Messbereich zählt zu den weiteren positiven Eigenschaften dieses Verfahrens. Für die akustische Strömungsmessung mittels Ultraschall kommen in industriellen Anlagen zwei wesentliche Messprinzipien zum Einsatz: Das Ultraschall-Doppler-Verfahren und Ultraschall-Laufzeit-Verfahren. Die Messverfahren der Ultraschalldurchflussmessung können in folgende vier unterschiedlichen Messprinzipien unterteilt werden:

## Doppler-Verfahren
Bei der Doppler-Ultraschallmessung wird die Frequenzverschiebung des ausgesendeten Signales aufgrund der Fließgeschwindigkeit der (inhomogenen) Partikel im Medium erfasst. Hierzu werden im Medium Reflexionspunkte (Verschmutzung, Luftbläschen) benötigt. In teilgefüllten Rohren muss zusätzlich zur Fließgeschwindigkeit die Füllhöhe bestimmt werden, um den Durchfluss berechnen zu können.

## Stroboskop-Verfahren
Das Stroboskop-Messverfahren ist ähnlich dem Dopplerverfahren mit reflektierten Schallsignalen von bewegten Partikeln. Es wird dabei, im Gegensatz zum Dopplerverfahren nicht die Frequenzverschiebung des Schallsignals ausgewertet, sondern die Zeit gemessen, die ein Partikel zum Durchlaufen einer definierten Wegstrecke in einem Schallkegel benötigt. Die Ultraschallimpulse werden in kurzer und schneller Folge hintereinander ausgestrahlt (ähnlich wie bei Stroboskopaufnahmen mit Licht).

## Driftverfahren
Beim sogenannten Driftverfahren wird senkrecht zur Strömung des zu messenden Mediums ein kontinuierliches Ultraschallsignal abgestrahlt. Es wird die Intensitätsverteilung durch das Medium entsprechend der Strömungsrichtung abgelenkt. Aus der relativen Intensitätsverteilung des Ultraschallsignals auf die gegenüberliegenden Empfänger kann die relative Strömungsgeschwindigkeit ermittelt werden.

## Laufzeitdifferenzmessung

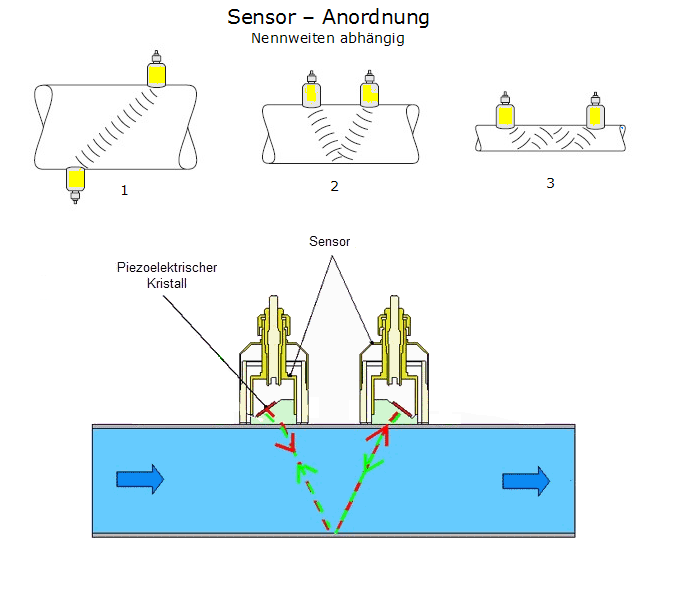
Sensoranordnung

Für diese Messmethode muss das Medium möglichst homogen und nur mit geringem Feststoffanteil belegt sein.
Vereinfacht dargestellt betrachtet man zwei Boote, die einen Fluss auf derselben Linie diagonal durchqueren, das eine in Strömungsrichtung und das andere entgegengesetzt. Das Boot, welches sich in Strömungsrichtung bewegt, benötigt eine wesentlich kürzere Zeit, um das gegenüberliegende Ufer zu erreichen. Genauso verhalten sich die Ultraschallwellen. Eine Schallwelle breitet sich in Fließrichtung des Messmediums schneller aus, als die Schallwelle in entgegengesetzter Richtung.
Die Laufzeiten werden kontinuierlich gemessen. Die Laufzeitdifferenz der beiden Ultraschallwellen ist somit direkt proportional zur mittleren Fließgeschwindigkeit. Das Durchflussvolumen pro Zeitspanne ist das Ergebnis aus der mittleren Fließgeschwindigkeit multipliziert mit dem jeweiligen Rohrquerschnitt des Messwertaufnehmers.
Die Identifizierung eines Messstoffes kann auch direkt über die Laufzeitmessung von Ultraschallwellen bestimmt werden. Die Schalllaufzeit zum Beispiel in Wasser ist kürzer als in Heizöl.

### Berechnungsgrundlagen

Laufzeitmessung

Die Berechnung der Fließgeschwindigkeit nach dem Laufzeitverfahren erfolgt nach folgender Gleichung:
{\displaystyle v={\frac {t_{2}-t_{1}}{t_{1}\cdot t_{2}}}\cdot {\frac {L}{2\cos \alpha }}}
Hierin sind:
- v – mittlere Fließgeschwindigkeit des Mediums
- t1 – Laufzeit des Ultraschallsignals mit der Strömung
- t2 – Laufzeit des Ultraschallsignals gegen die Strömung
- L – Länge des Ultraschallpfades
- α – Winkel des Ultraschallsignals zur Strömung

## Messwerterfassung

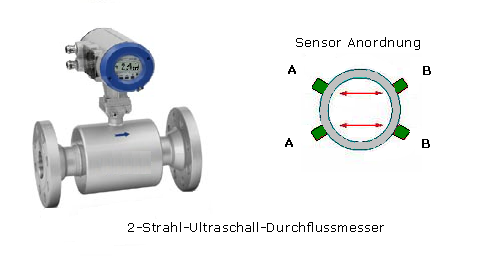
Mehrkanalverfahren

In modernen Auswertegeräten werden die Schalllaufzeiten und die Laufzeitdifferenzen heute mit digitalen Signalprozessoren (DSP) bestimmt. Übliche Verfahren sind die Flankenauswertungen First-Negative und das Kreuzkorrelationsverfahren.

### Mehrkanalverfahren
Die Auswerteelektronik wird meist im Mehrkanalverfahren betrieben, die somit auch unter schwierigen Bedingungen die tatsächlichen Strömungsgegebenheiten sicher und präzise erfassen kann.

#### Prinzip Mehrkanal
Ein Ultraschall-Durchflussmesser misst die Durchflussgeschwindigkeit im Messrohr mittels
zweier sich gegenüber liegender Sensoren-Anordnungen. Diese sind in einem Winkel so angeordnet, dass ein Sensor etwas weiter stromabwärts montiert ist als der andere. Das Durchflusssignal wird durch abwechselndes Messen der Laufzeit eines akustischen Signals von einem Sensor zum anderen ermittelt, wobei der Effekt genutzt wird, dass Schall schneller mit der Durchflussrichtung übertragen wird als gegen die Durchflussrichtung. Der Volumenstrom wird durch sequentielles Messen zwischen allen Sensorpaaren in der Anordnung ermittelt.
Diese Anordnung gewährleistet, dass nach typischen Durchflussbehinderungen wie zum Beispiel durch einen Rohrbogen in einer oder zwei Ebenen nur ein kurzer gerader Rohrverlauf vor dem Messgerät benötigt wird. Die digitale Signalverarbeitung garantiert die konstante Bewertung der Durchflussmessung und reduziert die Empfindlichkeit hinsichtlich mehrphasiger Durchflussbedingungen und erhöht somit die Verlässlichkeit der Messung erheblich.

## Clamp-On-Durchflussmesser

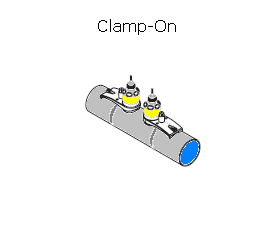

Als eine Sonderform der Ultraschalldurchflussmessung gibt es eine Messanordnung die von außen am Rohr angebracht wird, keine Eingriffe in das Rohr selbst benötigt, und somit die Menge bzw. die Fließgeschwindigkeit bestimmt werden kann. Einsatzbereich ab Nennweiten DN 5 bis DN 6000. Gerade bei großen Nennweiten ist diese Clamp-On-Methode eine preisgünstige Lösung.
Die wesentlichen Vorteile von Clamp-On:
- einsetzbar für alle homogenen Medien in schalldurchlässigen Rohren, auch mit Auskleidung;
- Chemie- oder Prozessapplikationen;
- großer Messstofftemperaturbereich −160 °C bis +600 °C
- ideal für Nachrüstungen;
- Installation ohne Prozessunterbrechung.

- Spezielle Clamp-On Durchflussmesser sind auch für die Messung von Gasen verfügbar

Clamp-On-Sonden gibt es auch für die Durchflussmessung an Schläuchen. Auch diese Methode ist nicht-invasiv und kann wahlweise mit Blasendetektion kombiniert werden. Um eine optimale Messgenauigkeit zu erreichen, wird die Sonde in der Regel auf das spezifische Schlauch-Material kalibriert.
Diese Clamp-On-Sonden werden vor allem auch im medizinischen Bereich verwendet. So wird beispielsweise beim Einsatz der Herz-Lungen-Maschine, die während der Operation am offenen Herzen die Funktion von Herz und Lunge übernimmt, der genaue Blutfluss im Schlauchsystem des extrakorporalen Kreislaufs ermittelt. Auch bei der ECMO-Anwendung (Extrakorporale Membranoxygenierung) wird der Blutfluss standardmäßig mit einem Clamp-On-Sensor überwacht, meist in Kombination mit Blasendetektion.

## In-Line-Durchflussmesser

### In-Line-Messstrecken

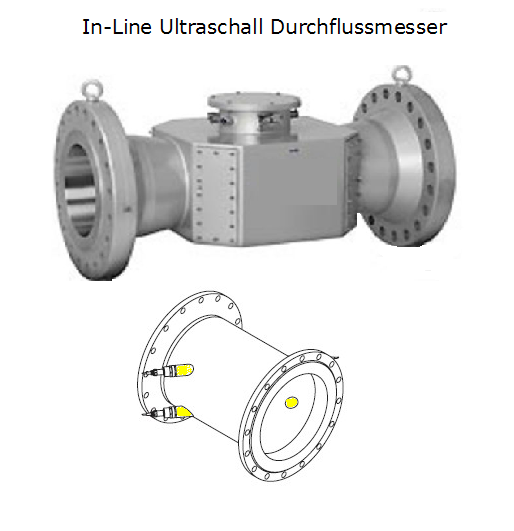
In-Line Durchflussmesser

Diese Bauform von Ultraschalldurchflussmessern wird in die Rohrleitung eingebaut. Die Geräte können im Werk kalibriert werden und erreichen daher eine bedeutend höhere Genauigkeit, welche auch im Feld erreichbar bleibt. Durch mehrpfadige Sensoranordnung kann die Genauigkeit weiter erhöht und die Beeinflussung durch ein asymmetrisches Durchflussprofil minimiert werden.
Die Messaufnehmer eignen sich für zahlreiche Aufgaben der Prozesssteuerung und Versorgungsanwendungen
in nahezu allen Industriebranchen.
Die Vorteile der Inlineausführung sind:
- kalibrierte Durchflussmessung für leitende und nichtleitende Flüssigkeiten, wie zum Beispiel Lösungsmittel und Kohlenwasserstoff;
- Diagnosefähigkeit und Datensicherung für eine erhöhte Prozessqualität;
- permanente Selbstüberwachung von Messumformer und Sensor;
- geringere Anforderungen an vorgelagerte Rohrleitungen bei der Bauform mit vier Strahlen nur noch Einlaufstrecken (Rohrdurchmesser ≤ 5) erforderlich;
- kein Druckverlust;
- wartungsfrei, keine beweglichen Teile.

Typische Anwendungen liegen im Bereich von Wasser und Abwasser, Energie und Wärme und im Bereich der Chemie.

### In-Line-Einbaumessungen

In-Line-Einbaumessung

Neben der Bauform der In-Line-Messstrecken gibt es auch In-Line-Einbaumessungen, bei denen die Sensoren in existierende Rohrleitungen eingebaut werden. Vorteile hier sind die Nachrüstbarkeit und die einfache Wartungsmöglichkeit der Messungen. Solche Messungen bieten sich insbesondere bei größeren Rohrleitungen an, da In-Line-Messstrecken dann schwer herstellbar und untransportabel werden. Auch der Einsatz in offenen Gerinnen, Kanälen und Flüssen ist hiermit möglich, die Ultraschallwandler werden dann an der Gerinnewand montiert.

#### Anwendungen
- Turbinenabnahmemessungen in Wasserkraftwerken nach IEC 60041 oder ASME PTC 18
- Rohrbruchüberwachung an Speicherkraftwerken
- Kühlwassermessungen in thermischen Kraftwerken
- Zu- und Ablaufmessungen in Klärwerken nach EKVo
- Hydrologische Überwachung und Flutwellenprognosen in Flüssen und Bächen
- Überwachung von Bewässerungskanälen
- Überwachung von Entwässerungskanäle

## Durchflussmesser für offene Gerinne und teilgefüllte Leitungen

Durchflusssensoren im teilgefüllten Kanal

Neben den oben beschriebenen Ultraschalldurchflussmessern für gefüllte Leitungen existieren auch solche für teilgefüllte Leitungen und offene Gerinne. Diese arbeiten ebenfalls nach dem Laufzeitprinzip mit einem oder mehreren, horizontalen Messpfaden. Die Ultraschall-Geschwindigkeitsmessung wird für solche Anwendungen meist mit einem Pegel- bzw. Füllstandsmesser und einer Auswerteeinheit kombiniert, die den durchströmten Querschnitt errechnet. Die Auswerteeinheit errechnet dann aus mittlerer Fließgeschwindigkeit und durchströmtem Querschnitt die Abflussmenge.

### Normen
Die Durchflussmessung im offenen Gerinne ist in der ISO 6416 beschrieben. Bekannte Verfahren zur Errechnung des Durchflusses sind das Mid-Section und das Mean-Section verfahren.

### Anwendungen
- Zulauf von Wasserkraftwerken
- Gewässerhydrologie / Flutwellenüberwachung in Flüssen und Bächen
- Stadthydrologie / Kanalnetzuntersuchungen
- Abwasserabgabe an Flüsse
- Kühlwasserentnahme von Kraftwerken

## Vorteile
- genaue Messung über weite Spannen möglich;
- Anzeige des Durchflusses in Betriebseinheiten;
- unempfindlich gegen Druck- und Durchfluss-Schläge, Vibrationen; Schmutzpartikel im Gasstrom;
- für den eichpflichtigen Verkehr geeignet;
- Hochtemperatur-Ausführungen bis Messstofftemperaturen von 500 Grad Celsius je nach Hersteller und Bauform

## Nachteile
Schallwellen sind Druckwellen, die aufgrund der Kompressibilität des Messstoffes mechanische
Wellen erzeugen. Extrem hohe Viskosität dämpft diese Bewegung und damit die
Ausbreitung der Schallwellen. Deswegen gibt es Grenzen für die Viskosität. In der Regel liegt
diese Grenze weit über den in der Praxis auftretenden Werten, sie spielt nur in einer sehr
geringen Zahl von Einzelfällen eine Rolle. Hohe Gasanteile führen zu einer erhöhten Kompressibilität des Messstoffes und zu extrem niedriger Schallgeschwindigkeit. Beide Effekte können zum Ausfall der Messung führen.
Nicht alle Messstoffe können gemessen werden:
- Gasblasen: Reflexionen / Dämpfung, max.: 1 Vol.-%
- Feststoffpartikel (Reflexionen) Richtwert: < 5 Vol.-%
- Viskosität (Dämpfung) Richtwert: max. 100 cP / DN [m]